# Jenny Cohen
Jenny Cohen (* 9. November 1905 in Wolbeck; † 8. Juni 1976 in Blankenfelde-Mahlow) war eine deutsche Zahnärztin, die sich um die Entwicklung der Jugendzahnpflege in der DDR verdient gemacht hat.

## Leben
Als Kind jüdischer Eltern aufgewachsen, studierte sie 1926 nach dem Abitur an den Universitäten Münster und Würzburg Zahnmedizin. 1929 approbierte sie als Zahnärztin und  wurde 1930 zum Dr. med. dent. promoviert. Die im Sommer 1932 in Herbern/Westfalen eröffnete Praxis konnte sie aufgrund des Judenboykotts vom 1. April 1933 nur noch eingeschränkt betreiben; sie emigrierte deshalb als rassisch Verfolgte im Sommer 1933 in die Niederlande, wo sie als Hausangestellte ihren Unterhalt verdiente. Nach ihrer Heirat mit dem deutschen Ingenieur Albert Cohen führte sie der Weg über die Schweiz und Österreich nach Moskau, wo sie bis zur Ausweisung nach Schweden als Zahnärztin in einer Poliklinik arbeitete. Ab 1937 arbeitete sie in Stockholm als Hausangestellte und ab 1942 im nord-schwedischen Färila als Distriktszahnärztin.
1947 kehrte Jenny Cohen nach Deutschland zurück. Zunächst war sie in der Deutschen Zentralverwaltung für das Gesundheitswesen als Referentin für Jugendzahnpflege tätig, um 1949 in das Ministerium für Gesundheitswesen der DDR zu wechseln, in dem sie 1953 als Hauptreferentin die Leitung des Referats „Zahnärztliche Versorgung“ (später Sektor Stomatologie) übernahm. Sie machte sich vor allem um den Einheitsstand Zahnärzte und Dentisten verdient sowie den Aufbau der jugendzahnärztlichen Betreuung nach dem von Alfred Kantorowicz eingeführten Bonner System (Anordnungen für die Jugendzahnpflege 1954 und 1958). Mit besonderem Engagement förderte sie die orale Prävention sowie die Gleichstellung der Zahnärzte- mit der Ärzteschaft. 1959 wurde sie mit der Verdienstmedaille der DDR ausgezeichnet und 1965 mit dem Titel Verdienter Arzt des Volkes.